# アル・バンドレイ
アル・バンドレイ(カタルーニャ語: El Vendrell)またはベンドレル(スペイン語: Vendrell)は、スペイン・カタルーニャ州タラゴナ県バッシュ・パナデス郡のムニシピ（基礎自治体）。公式名はカタルーニャ語のEl Vendrell。自治体名はカタルーニャ語の姓であるVendrellに由来する。

## 地理

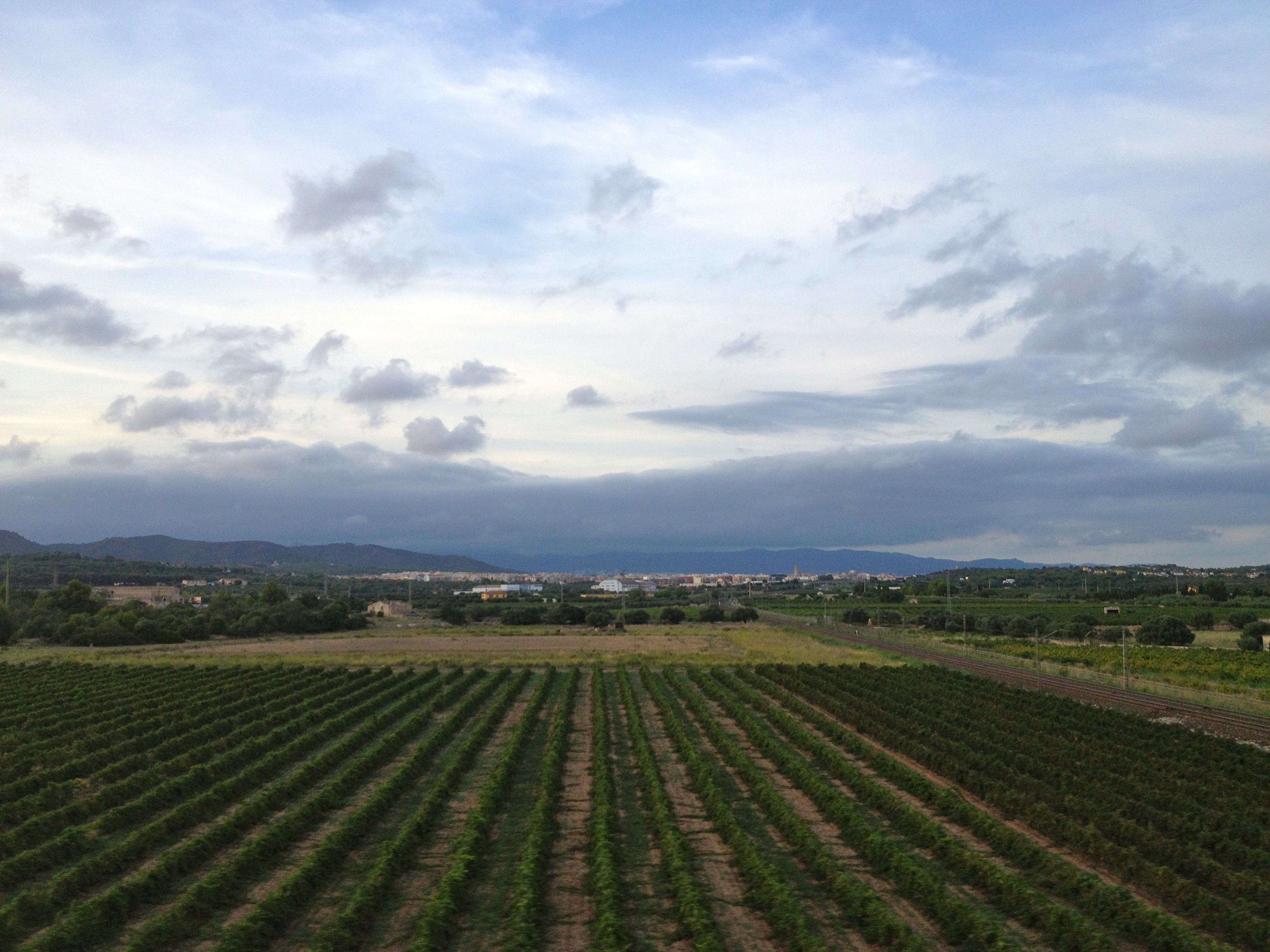
アル・バンドレイ近くのブドウ畑

カタルーニャ州の州都バルセロナから72km、タラゴナ県の県都タラゴナから30kmの距離にある。ワインの生産が盛んなパナデス地域に含まれ、クマルカ（郡）としてはバッシュ・パナデス郡の政庁所在地である。自治体域には観光客を集めるクマ＝ルガ地区、サン・サルバドール地区など地中海沿いのビーチもあるが、中心市街地のアル・バンドレイ地区は地中海から内陸に約4kmの距離にある。
カタルーニャ州ではローラーホッケーが盛んであり、国内1部リーグであるOKリーガに所属するCEバンドレイ(カタルーニャ語版)がアル・バンドレイで活動している。

### 地区

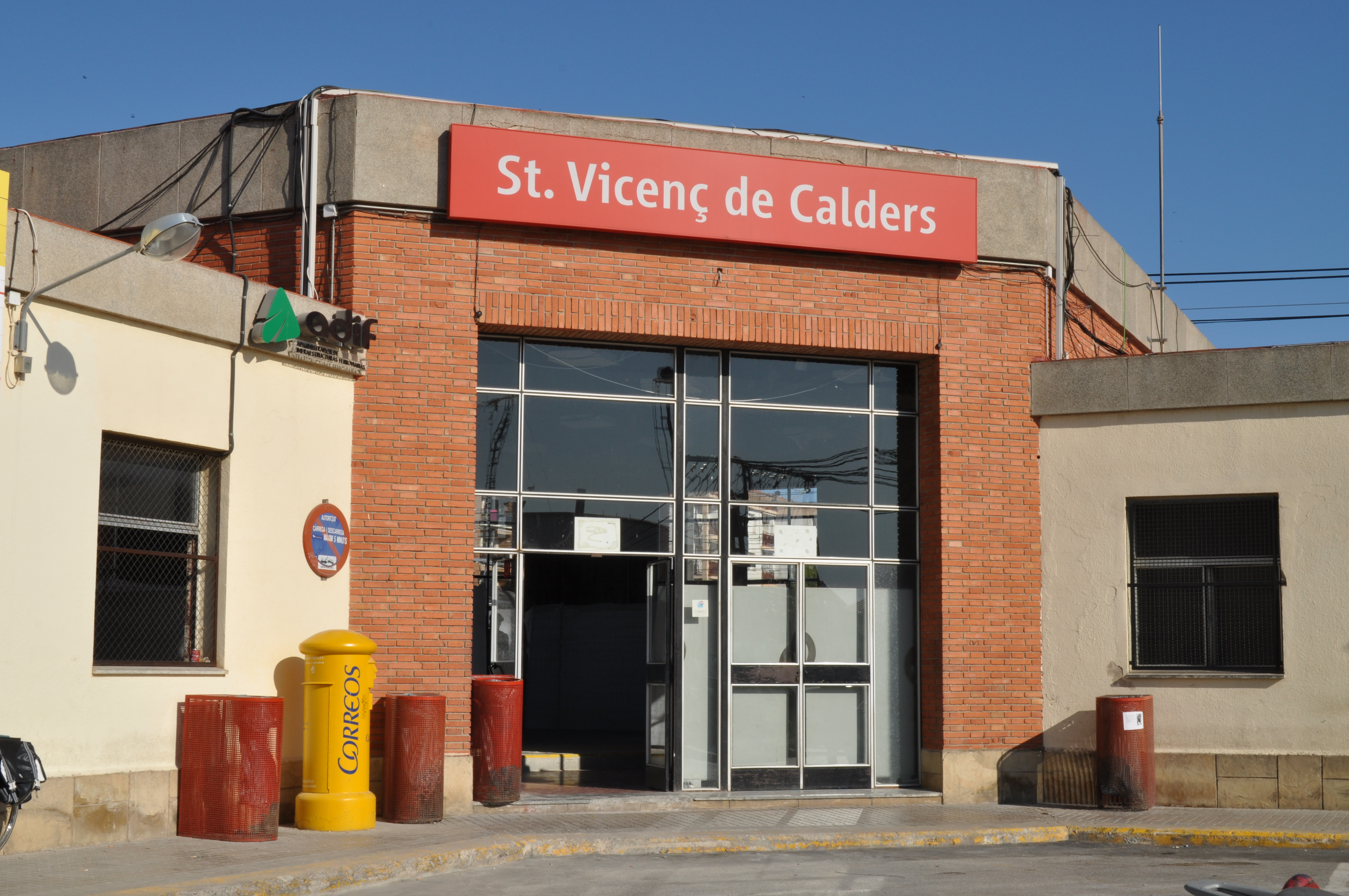
サン・ビセンス・ダ・カルデルス駅

#### サン・ビセンス・ダ・カルデルス
アル・バンドレイの市域には、中心市街地であるアル・バンドレイ集落の他にも複数の人口密集地がある。そのうちのひとつがサン・ビセンス・ダ・カルデルスであり、1946年までは独立したムニシピオ（基礎自治体）だった。1011年の文書に記されている城の痕跡はまったく残っていない。旧市街を形成している家々はその多くが19世紀に建てられたものであり、この時期には町の人口が回復した。教区教会は中世の教会の廃墟があった場所には1784年に教区教会が再建された。

#### クマ＝ルガ
サン・クガ修道院の所有地の一つとしてクマ＝ルガが1180年の文献に登場する。クマ＝ルガのビーチは観光客向けのリゾート地であり、アル・バンドレイの自治体にとって重要な観光資源である。1920年には初めてホテルや短期滞在用アパートメントが建設され、現在では多くの宿泊施設がある。

#### その他
地中海に面したサン・サルバドール地区にはロマネスク様式の礼拝堂がある。オリジナルの礼拝堂は11世紀に建設されたが、その後全面的に改修されており、オリジナルの後陣は残っていない。
14世紀の文書にはすでに記載されていたフランカス要塞邸宅が保存されている。このカン・フランカス家の農場内家屋は現在ではレストランとして営業している。

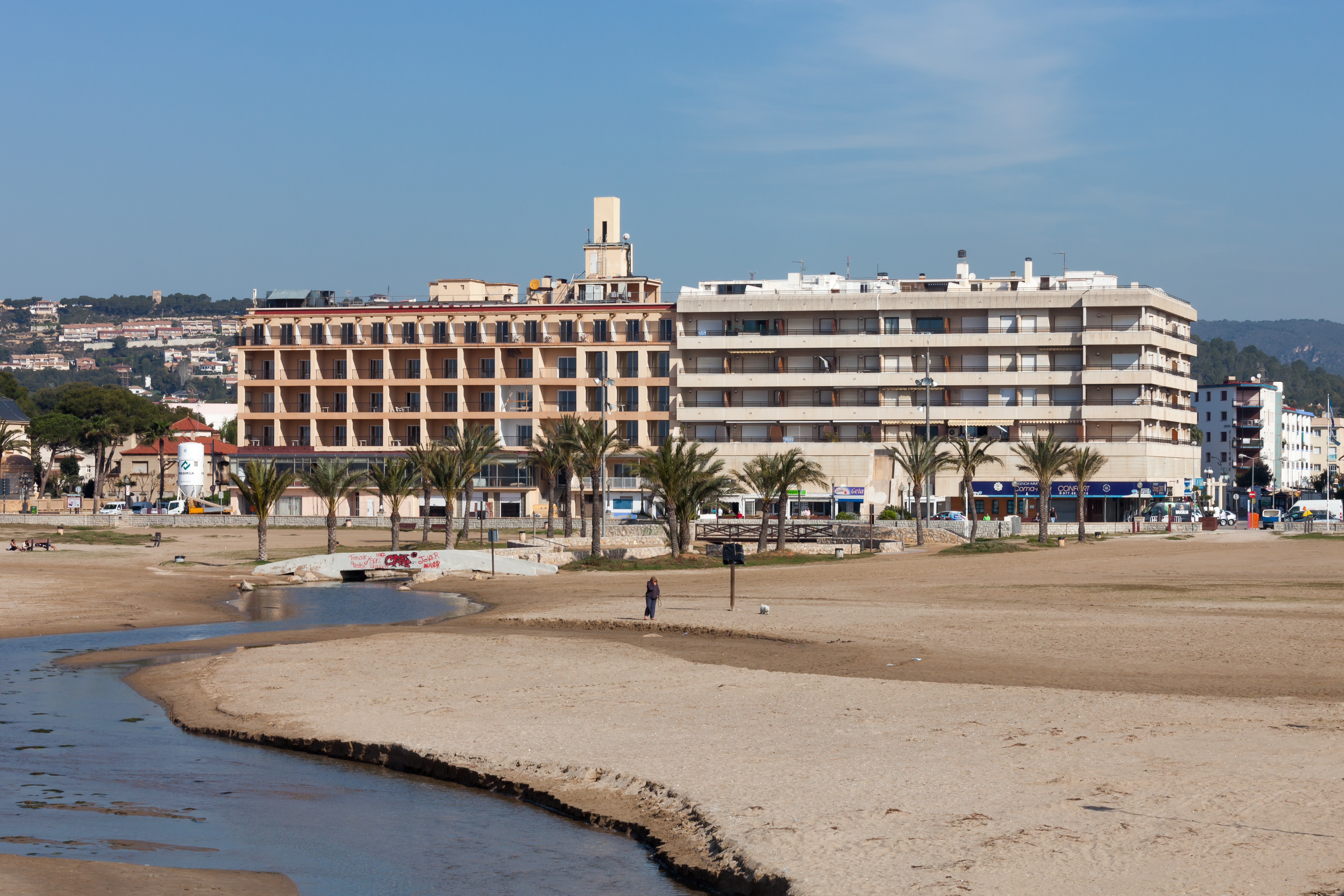
クマ＝ルガ地区のホテル
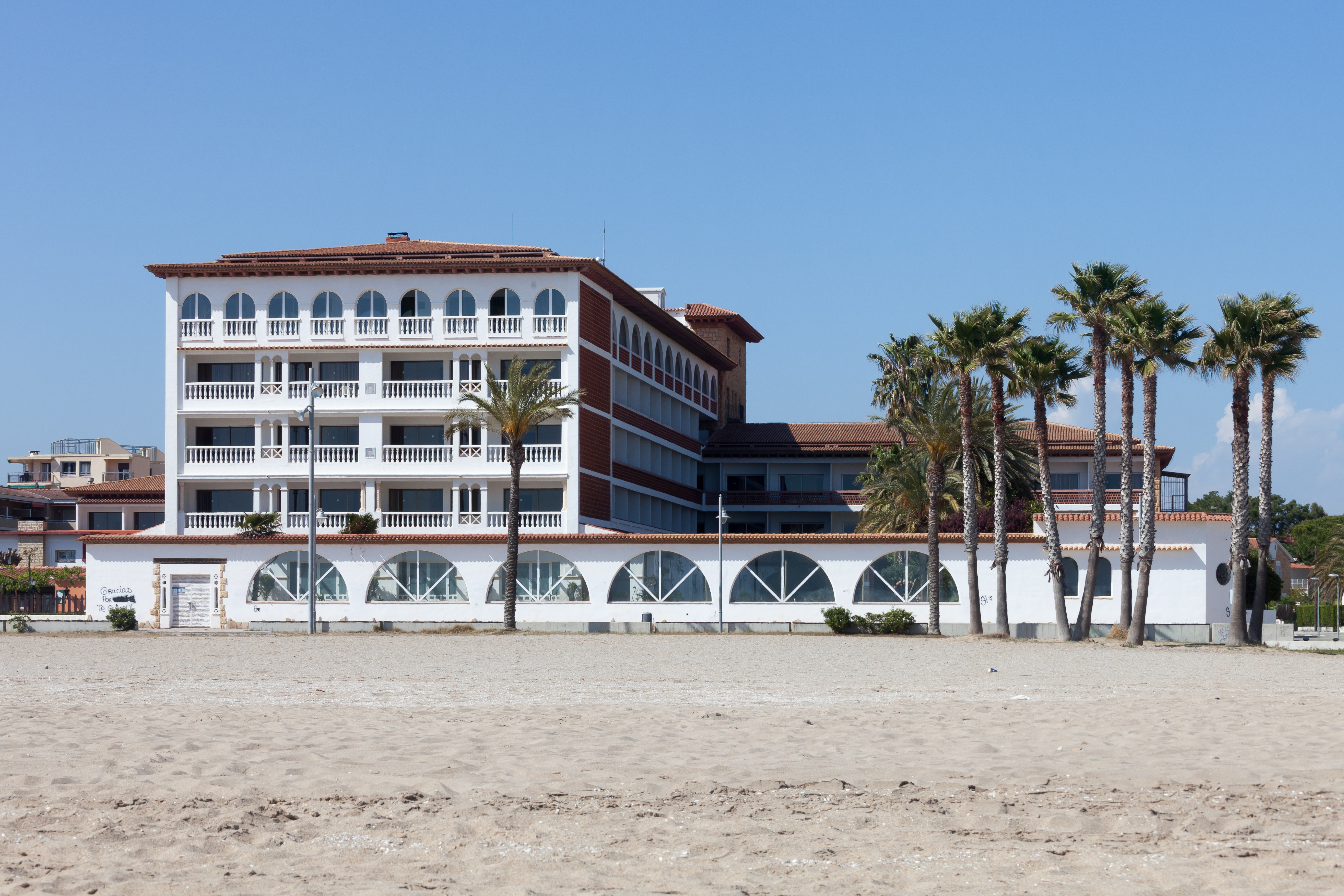
クマ＝ルガ地区のホテル
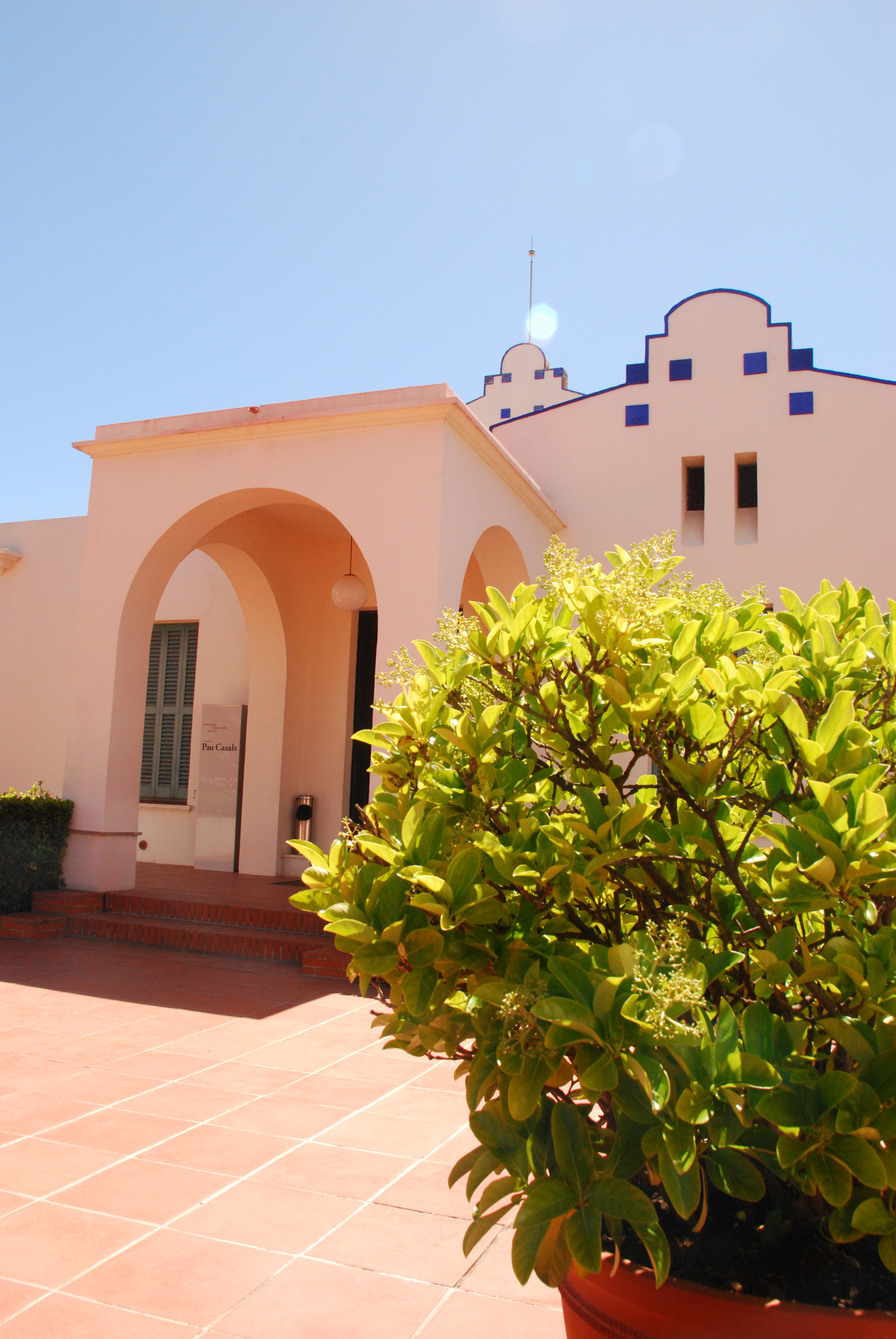
サン・サルバドール地区のパウ・カザルス博物館
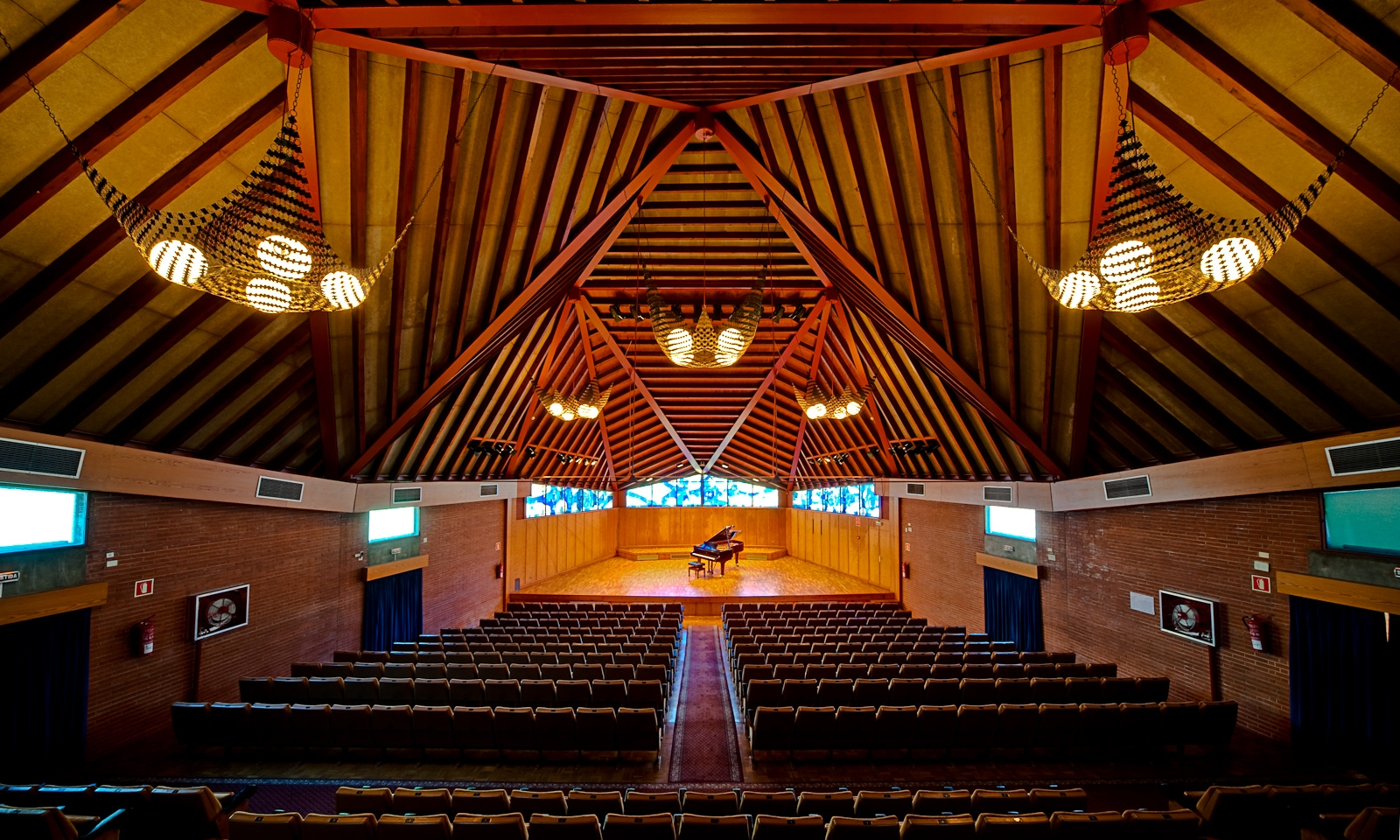
パウ・カザルス公会堂

### 人口
2014年の人口は36,719人だった。
地区別人口（2013年）
- クマ＝ルガ地区 : 3,902人
- サン・サルバドール地区 : 775人
- フランカス地区 : 1,384人
- アスタシオー・サン・ビセンス・ダ・カルデルス地区 : 71人
- サン・ビセンス・ダ・カルデルス地区 : 129人
- アル・サナトリ地区 : 1,807人
- アル・バンドレイ地区 : 28,679人

| アル・バンドレイの人口推移 1497－1900                   |
|                                                         |
| 出典:INE（スペイン国立統計局）1900年 - 1991年、1996年 - |

| アル・バンドレイの人口推移 1900－2014                   |
|                                                         |
| 出典:INE（スペイン国立統計局）1900年 - 1991年、1996年 - |

## 歴史
この地域の集落の起源は10世紀である。サン・クガ修道院の土地の一部と交換することで、キリスト教徒が再征服・再入植をおこなった。1037年には初めて文書で言及され、ベンレル(Venrel)の危険性について述べられている。中世のカタルーニャ地方最大の都市だったタラゴナに通じる主要道路に近かったことで、町は急速に発展した。1183年、修道院の財産とこの土地の住民を保護することを誓約したベルナト・デ・パピオルに「町」の設立認可が与えられた。1469年、アラゴン王フアン2世がモンソンで開催された法廷にこの町の代表者を召喚し、戦争を継続するために町の財産を差し出すように命じた。
18世紀初頭のスペイン継承戦争後、アル・バンドレイは借金の担保として一時的に王国に併合された。1814年4月1日、スペイン王フェルナンド7世は亡命先からの帰国途中にアル・バンドレイで休息を取った。1830年代の第一次カルリスタ戦争中には、町の住民の安全を保証するために要塞化が決定された。19世紀を通じて町は着実に成長したが、1890年にはブドウの木に付く害虫フィロキセラが蔓延してワイン産業が打撃を受けた。

## 文化
町を取り囲んでいた中世の市壁はパルド門だけが現存している。この門は1623年完成の邸宅に面しており、そのファサードは18世紀のズグラッフィートで装飾されている。今日にはアペリェス・フェノサ財団の本部として使用されている。
アル・バンドレイ教区教会は聖サルバドールに捧げられている。オリジナルの教会は14世紀に建設され、その後再建されて18世紀に増築された。バロック様式のファサードを持つ大規模な建物であり、ファサードには鐘楼が付け加えられている。ジュゼップ・ルメウの作品「l'Àngel」は風向計である。教会内部には側面に礼拝堂を持つ3つの身廊、袖廊、ドームがある。教会の扉は聖サルバドールの彫像である。
町の最大の祭礼は7月であり、同時に聖アナの祭礼も行われる。この町には人間の塔(castell)の長い伝統があり、1926年に人間の塔のチーム(colla)が設立された。彫刻家のジュゼップ・カニャス・イ・カニャスが制作した人間の塔のモニュメントがある。

## 経済
中心地のアル・バンドレイ地区など内陸部では、サービス業が経済基盤となっており、その他には農業と工業が主要産業である。主要な作物はブドウ、イナゴマメ、オリーブであるが、農業の景気は芳しくない。地中海沿いの地区では観光業が発展している。クマ＝ルガ地区を除いてインフラ基盤は整っていないため、営業しているホテルやレストランは小規模から中規模である。

## 政治
| 政党                               | 2015年 | 2015年 | 2015年 | 2011年 | 2011年 | 2011年 | 2007年 | 2007年 | 2007年 |
| 政党                               | 得票率 | 得票数 | 議席   | 得票率 | 得票数 | 議席   | 得票率 | 得票数 | 議席   |
| ---------------------------------- | ------ | ------ | ------ | ------ | ------ | ------ | ------ | ------ | ------ |
| カタルーニャ社会主義党(PSC)        | 18.26  | 2,452  | 4      | 25.51  | 3,327  | 7      | 28.17  | 3,577  | 7      |
| 集中と統一(CiU)                    | 13.88  | 1,863  | 3      | 22.75  | 2,966  | 6      | 30.28  | 3,844  | 7      |
| プラタフォルマ・ペル・カタルーニャ | 13.39  | 1,798  | 3      | 17.85  | 2,328  | 5      | 17.75  | 2,253  | 4      |
| シウダダノス(C’s)                  | 11.00  | 1,477  | 3      | 1.1    | 143    | 0      | -      | -      | -      |
| カタルーニャ共和主義左翼(ERC)      | 10.51  | 1,411  | 2      | 5.35   | 697    | 1      | 5.45   | 692    | 1      |
| Yes, We can, アル・ベンドレイ      | 10.38  | 1,394  | 2      | -      | -      | -      | -      | -      | -      |
| 人民統一候補(CUP)                  | 10.03  | 1,347  | 2      | 3.77   | 491    | 0      | -      | -      | -      |
| カタルーニャ国民党(PPC)            | 7.35   | 987    | 2      | 10.01  | 1,305  | 2      | 8.04   | 1,021  | 2      |

| 任期      | 首長名                                    | 政党 |
| --------- | ----------------------------------------- | ---- |
| 1979–1983 | Martí Carnicer i Vidal                    | n/d  |
| 1983–1987 | Martí Carnicer i Vidal                    | n/d  |
| 1987–1991 | Martí Carnicer i Vidal                    | n/d  |
| 1991–1995 | Martí Carnicer i Vidal                    | n/d  |
| 1995–1999 | Benet Jané i Palau                        | n/d  |
| 1999–2003 | Benet Jané i Palau                        | n/d  |
| 2003–2007 | Helena Arribas Esteve                     | n/d  |
| 2007–2011 | Benet Jané i Palau                        | n/d  |
| 2011–2015 | Benet Jané i Palau Martí Carnicer i Vidal | n/d  |
| 2015–2019 | Martí Carnicer i Vidal                    | n/d  |
| 2019–2023 | n/d                                       | n/d  |
| 2023–     | n/d                                       | n/d  |

## 出身者
国際的なチェリストのパウ・カザルスはアル・バンドレイに生まれた。カザルスは亡命先のプエルトリコで死去したが、遺言により出生地のアル・バンドレイに埋葬されている。アル・バンドレイの市街地は地中海から4kmほど内陸にあるが、地中海沿いにはリゾート地のサン・サルバドール地区がある。カザルスはサン・サルバドール地区に別荘を持っており、しばしば家族とともに別荘で休日を過ごしたという。サン・サルバドール地区にはパウ・カザルス博物館があり、1909年に建設されたこの建物には、カザルスに関係する音楽資料などの私物に加えて、カザルスの亡命のきっかけとなったスペイン内戦にまつわる資料や映像が豊富に展示されている。
詩人・劇作家のアンジャル・ギマラーが暮らしたギマラー邸は、1974年にアンジャル・ギマラー邸博物館として開館した。代表作の『低地』や『海と空』などを執筆した机、写真、その他の私物などが展示されている。建物の周囲は公園となっている。ギマラーは21回もノーベル文学賞にノミネート（ノミネート記録）されたが、政治的な意見表明が議論の対象となったことが理由で、結局その死去までに受賞することはなかった。
- ジュゼップ・ニン・イ・トゥドー（カタルーニャ語版）(1843-1921) : 画家。
- アンジャル・ギマラー(1845-1924) : 劇作家・詩人。
- ハイメ・カルネル・ロメウ（スペイン語版）(1867-1934) : 法曹・政治家。スペイン財務大臣。
- パウ・カザルス(1876-1973) : チェリスト・指揮者・作曲家。
- アンドレウ・ニン(1892-1937) : 共産主義者・革命家。マルクス主義統一労働者党(POUM)代表。
- ラシュン・ブスト（スペイン語版） : ポップロックバンド。1986年結成。

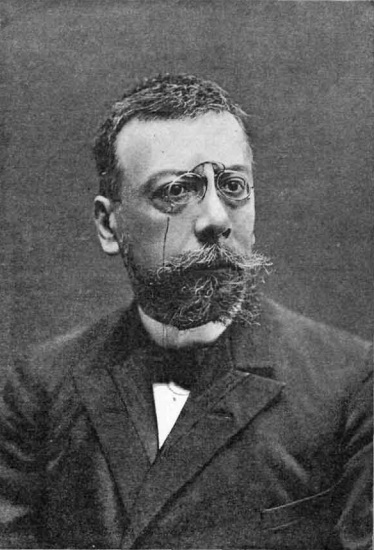
劇作家のギマラー
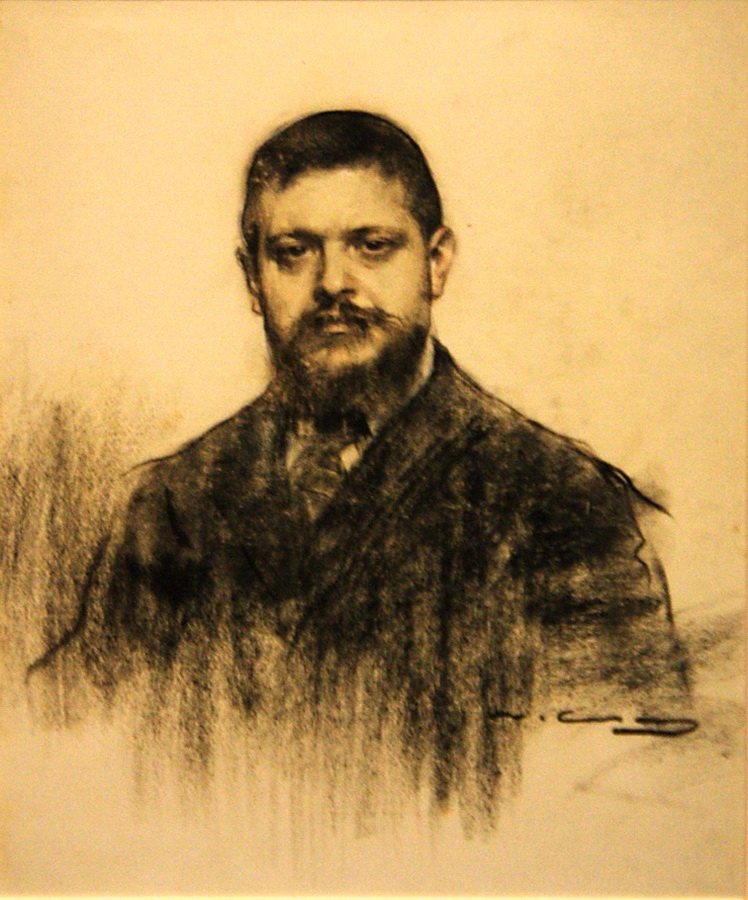
政治家のロメウ
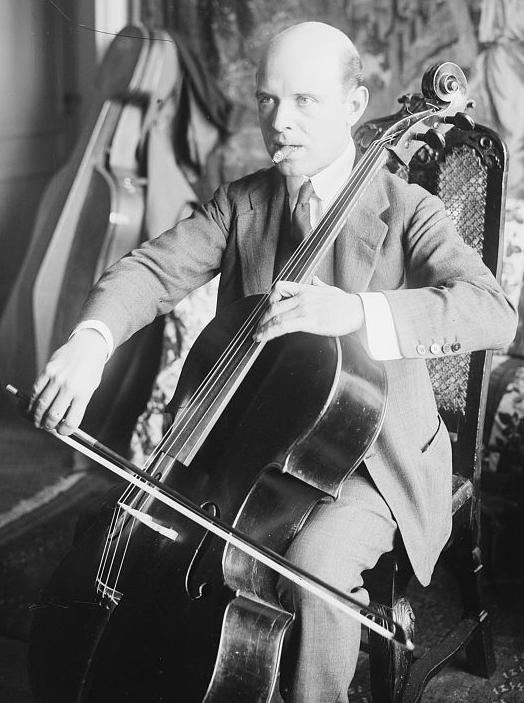
チェリストのカザルス

## 姉妹都市
- ウトレラ（スペイン語版）
- サバウディア
- ラヴォール (タルヌ県)

## 文献
- 石川捷治、中村尚樹『スペイン市民戦争とアジア 遥かなる自由と理想のために』九州大学出版会〈九大アジア叢書〉、2006年。
- Panareda Clopés, Josep Maria; Rios Calvet, Jaume; Rabella Vives, Josep Maria (1989). Guia de Catalunya, Barcelona:Caixa de Catalunya. ISBN 84-87135-01-3 (Spanish). ISBN 84-87135-02-1 (Catalan).